# Spencer Knight
Spencer Knight (* 19. April 2001 in Darien, Connecticut) ist ein US-amerikanischer Eishockeytorwart, der seit März 2025 bei den Chicago Blackhawks in der National Hockey League (NHL) unter Vertrag steht. Zuvor verbrachte er vier Jahre in der Organisation der Florida Panthers, die ihn im NHL Entry Draft 2019 an 13. Position ausgewählt hatten.

## Karriere
Spencer Knight wurde in Darien geboren und besuchte dort die prestigeträchtigste Privatschule Avon Old Farms, für deren Eishockeyteam er in regionalen Nachwuchsligen auflief. Zur Saison 2017/18 wurde er ins USA Hockey National Team Development Program (NTDP) aufgenommen, die zentrale Talenteschmiede des US-amerikanischen Verbandes USA Hockey. Für deren U17- und U18-Auswahlen, die gleichzeitig als Juniorennationalmannschaften fungieren, nahm er in den folgenden zwei Jahren am Spielbetrieb der United States Hockey League (USHL) teil, der ranghöchsten Juniorenliga des Landes. In seinem zweiten Jahr dort verzeichnete er einen Gegentorschnitt von 2,31 und gewann 15 von 16 bestrittenen Partien, sodass er im anschließenden NHL Entry Draft 2019 an 13. Position von den Florida Panthers ausgewählt wurde. So früh wurde im Draft wurde ein Torhüter zuletzt 2010 ausgewählt (Jack Campbell, Position 11).
Anschließend wechselte der US-Amerikaner zur Spielzeit 2019/20 ans Boston College, mit deren „Eagles“ er fortan in der Hockey East spielte, einer Liga der National Collegiate Athletic Association (NCAA). Als Freshman verzeichnete er einen Gegentorschnitt von 1,97 sowie eine Fangquote von 93,1 %, sodass er im Second All-Star Team sowie im All-Rookie Team der Hockey East berücksichtigt wurde. Höher dekoriert wurde er im Folgejahr, dass er mit ähnlichen persönlichen Statistiken abschloss, so zeichnete man ihn als Spieler sowie als Torhüter des Jahres in der Hockey East aus und wählte ihn folgerichtig ins First All-Star Team, während er auch im NCAA East First All-American Team Berücksichtigung fand. Darüber hinaus gehörte er zu den zehn Finalisten für den Hobey Baker Memorial Award als bester College-Spieler des Landes, den in der Folge jedoch Cole Caufield erhielt.
Nach der College-Saison 2020/21 unterzeichnete Knight im März 2021 einen Einstiegsvertrag bei den Florida Panthers, für die er bereits wenig später sein Debüt in der National Hockey League (NHL) gab und auch zwei Partien im Rahmen der Stanley-Cup-Playoffs 2021 bestritt. Nach einigen Spielen für das Farmteam der Panthers, die Charlotte Checkers aus der American Hockey League (AHL), etablierte sich der Torwart im Verlauf der Spielzeit 2021/22 als Nummer zwei hinter Sergei Bobrowski im NHL-Aufgebot Floridas. Anschließend unterzeichnete er im September 2022 einen neuen Dreijahresvertrag in Florida, der ihm mit Beginn der Saison 2023/24 ein durchschnittliches Jahresgehalt von 4,5 Millionen US-Dollar einbringen soll. In den Playoffs 2023 erreichte er mit den Panthers das Endspiel um den Stanley Cup, unterlag dort allerdings den Vegas Golden Knights mit 1:4.
Nach vier Jahren in Florida wurde Knight im März 2025 samt einem Erstrunden-Wahlrecht für den NHL Entry Draft 2026 oder 2027 an die Chicago Blackhawks abgegeben. Im Gegenzug erhielten die Panthers Seth Jones sowie ein Viertrunden-Wahlrecht im Draft 2026.

### International
Erste internationale Erfahrungen sammelte Knight bei der World U-17 Hockey Challenge 2017, bei der er mit dem Team die Goldmedaille gewann. Anschließend errang er mit der US-amerikanischen U18-Auswahl die Silbermedaille bei der U18-Weltmeisterschaft 2018. Mit der U20-Nationalmannschaft seines Heimatlandes nahm der Torwart in der Folge an der U20-Weltmeisterschaft 2019 teil, an deren Ende eine weitere Silbermedaille stand, er selbst jedoch nicht zum Einsatz kam. Bei der folgenden U18-Weltmeisterschaft 2019 führte er alle Torhüter des Turniers mit einer Fangquote von 93,6 % sowie einem Gegentorschnitt von 1,51 an, jedoch scheiterte die Mannschaft im Halbfinale und gewann in der Folge die Bronzemedaille. Auf U20-Niveau vertrat Knight die USA in der Folge bei den 2020 und 2021, wobei nach einem sechsten Platz beim Turnier 2020 im Folgejahr der Gewinn des Weltmeistertitels gelang.

## Erfolge und Auszeichnungen
| - 2020 Hockey East Second All-Star Team - 2020 Hockey East All-Rookie Team - 2021 Torhüter und Spieler des Jahres der Hockey East - 2021 Hockey East First All-Star Team | - 2021 Finalist für den Hobey Baker Memorial Award - 2021 NCAA East First All-American Team - 2022 NHL-Rookie des Monats April - 2024 Fred T. Hunt Memorial Award |

### International
| - 2017 Goldmedaille bei der World U-17 Hockey Challenge - 2018 Silbermedaille bei der U18-Weltmeisterschaft - 2019 Silbermedaille bei der U20-Weltmeisterschaft | - 2019 Bronzemedaille bei der U18-Weltmeisterschaft - 2021 Goldmedaille bei der U20-Weltmeisterschaft |

## Karrierestatistik
Stand: Ende der Saison 2024/25

### International
Vertrat die USA bei:
| - World U-17 Hockey Challenge 2017 - U18-Weltmeisterschaft 2018 - U20-Weltmeisterschaft 2019 | - U18-Weltmeisterschaft 2019 - U20-Weltmeisterschaft 2020 - U20-Weltmeisterschaft 2021 |

(Legende zur Torhüterstatistik: GP oder Sp = Spiele insgesamt; W oder S = Siege; L oder N = Niederlagen; T oder U oder OT = Unentschieden oder Overtime- bzw. Shootout-Niederlage; Min. = Minuten; SOG oder SaT = Schüsse aufs Tor; GA oder GT = Gegentore; SO = Shutouts; GAA oder GTS = Gegentorschnitt; Sv% oder SVS% = Fangquote; EN = Empty Net Goal; 1 Play-downs/Relegation; Kursiv: Statistik nicht vollständig)